# Aldo Moser
 Aldo Moser  (Giovo, Trento , 7 de fevereiro de 1934 - Trento, 2 de dezembro de 2020) foi um ciclista profissional italiano, ele competiu entre 1954 a 1973.

## Biografia
Profissional de 1954 a 1973 em diversas equipas (Torpado, Faema, SanPellegrino, Vittadello, G.B.C, Filotex), Era irmão de Enzo, Diego e Francesco Moser, e tio de Moreno e Leonardo Moser, todos corredores ciclistas.
Morreu aos 86 anos em 2 de dezembro de 2020, vítima da COVID-19.

## Palmarés
| 1954 - Coppa Agostoni 1955 - G. P. Indústria e Comércio de Prato - 1 etapa da Roma-Napoles-Roma 1957 - 1 etapa da Roma-Napoles-Roma 1958 - Troféu Baracchi (com Ercole Baldini) - 3º no Campeonato de Itália em estrada | 1959 - Troféu Baracchi (com Ercole Baldini) - Grande Prêmio das Nações 1960 - Manche-Océan 1963 - Coppa Bernocchi |

## Resultados em Grandes Voltas e Campeonato do Mundo
| Carreira        | 1955 | 1956 | 1957 | 1958 | 1959 | 1960 | 1961 | 1962 | 1963 | 1964 | 1965 | 1966 | 1967 | 1968 | 1969 | 1970 | 1971 | 1972 | 1973 |
| --------------- | ---- | ---- | ---- | ---- | ---- | ---- | ---- | ---- | ---- | ---- | ---- | ---- | ---- | ---- | ---- | ---- | ---- | ---- | ---- |
| Giro d'Italia   | 6º   | 5º   | 12º  | 10º  | Ab.  | Ab.  | 36º  | 18º  | -    | 15º  | 22º  | -    | 16º  | -    | 7º   | 19º  | 17º  | Ab.  | 57º  |
| Tour de France  | -    | -    | -    | -    | -    | -    | -    | -    | -    | -    | -    | -    | -    | -    | -    | -    | -    | -    | -    |
| Volta a Espanha | -    | -    | -    | -    | -    | Ab.  | -    | -    | Ab.  | -    | -    | 18º  | 25º  | -    | -    | -    | -    | 39º  | -    |